# ノーヴォエ・ヴレーミャ (出版社)
ノーヴォエ・ヴレーミャ（露: Новое время）社は、帝政ロシアで、新聞『ノーヴォエ・ヴレーミャ』や書籍を発行していたアレクセイ・スヴォーリンの出版社。
スヴォーリンはサンクトペテルブルクで、1872年にエレナ・リハチェワとアンナ・イワノヴナ・スヴォーリナの出版社で参考文献『ロシア暦』を出版し、出版活動を開始した。1876年、銀行から多額の融資を受け、新聞『ノーヴォエ・ヴレーミャ』を買収した。1877年、スヴォーリンは自身の印刷所を開設し、1878年にはサンクトペテルブルクに書店「ノーヴォエ・ヴレーミャ」を開店し、この年から「ア・エス・ スヴォーリン版」というブランド名で書籍が出版されるようになった。
1879年には雑誌『歴史新聞』を創刊し、一般向けシリーズ『格安図書館』の発行を開始、1881年には新聞『モスクワ・テレグラフ』の発行を始め、1882年には出版社の設立を決意した。
雑誌、新聞、参考書『ロシア暦』、書籍に加え、出版社はその他の参考出版物の制作を開始した：
『サンクトペテルブルクのすべて』（1894年-）、『モスクワのすべて』、『ロシアのすべて』（1895年-）。
最新の機械を備えた印刷所のほかに、スヴォーリンは3万デシアティナの森林と自分の製紙工場を持ち、出版社に紙を供給していた。
1901年以来、「ゼムレデリチェスカヤ・ガゼータ」（農業新聞）を発行した。
この出版社はモスクワ、オデッサ、ハリコフ、サラトフ、ロストフ・ナ・ドヌに支社を持っていた。
1911年、出版・印刷・書籍販売会社のノヴォエ・ヴレミヤ・パートナーシップが400万ルーブルの固定資本で設立された。
株主には、スヴォーリン家の他に、アレクサンドル・グチコフ、N.N.シュビンスキー（Н. Н. Шубинский）、S.G.モロゾフ（С. Г. Морозов）、アレクサンドル・アルカディエヴィチ・ストルイピン、ピーター・ルヴォヴィッチ・パルク、ヴォルガ・カマ商業銀行が名を連ねていた。同年11月26日、スヴォーリンは新聞『ヴェチェルヌィエ・ヴレミヤ』を創刊した。
1912年のスヴォーリンの死後、出版社は1917年まで5年間存続した。